# Erkekler de Yanar
Erkekler de Yanar è il secondo singolo di Emre Altuğ ad essere estratto nel 2005 dall'album Sensiz Olmuyor.